# إليزابيث بارنارد
إليزابيث بارنارد (بالإنجليزية: Elizabeth Barnard؛ 21 فبراير 1608 – 17 فبراير 1670) هي حفيدة الشاعر والكاتب المسرحي والممثل الإنجليزي وليم شكسبير. على الرغم من زواجها مرتين، لم يكن لديها أطفال، وكانت آخر سليل على قيد الحياة.
ارتبطت إليزابيث ارتباطًا وثيقًا بالقضية الملكية خلال الحرب الأهلية الإنجليزية. كان زوجاها من المؤيدين المخلصين لتشارلز الأول.